# Hortells (Aramunt)
Hortells és una partida majoritàriament constituïda per camps de conreu de secà del terme municipal de Conca de Dalt, al Pallars Jussà, a cavall dels territoris dels antics termes d'Aramunt i Hortoneda de la Conca, en l'àmbit del poble de Pessonada.
Està situada al nord-est del Poble Vell d'Aramunt, a l'extrem nord-est de l'antic terme d'Aramunt, i al sud-oest de Pessonada, al sud-oest i a prop d'una part de la partida de Llagunes i al nord-est de l'altra. Queda a banda i banda del barranc dels Rius, 
Hi mena des d'Aramunt el Camí de Toís i Travet, que deixa Hortells a llevant en començar a davallar cap a la Borda de Cotura.
A l'antic terme d'Aramunt, consta de quasi 18 hectàrees (17,7699) de conreus de secà i zones de matolls, amb algunes pastures i zones de bosquina i improductives.